# Польсько-турецька війна (1683—1699)
Польсько-турецька війна — війна, що велася між Османською імперією та Річчю Посполитою у 1683—1699 роках. Складова Великої турецької війни. Завершилася поразкою Османської імперії та втратою багатьох її володінь.

## Початок війни

Театри воєнних дій у Європі у кінці 17 століття

Повстання Імре Текеї проти габсбурзького панування в Угорщині втягнуло Османську імперію в нову війну з австрійцями. Коли Текеї усвідомив неможливість самотужки боротися з Австрією, він визнав себе данником Османської імперії, за що султан Мехмед IV зробив його королем Середньої Угорщини (1682 р.), васалом Османської імперії. Франція підбурювала султана допомогти Текеї. Османи почали готуватися до воєнної допомоги новому васалові, і того ж року великий візир Кара-Мустафа вступив в Угорщину з 200-тисячною армією. Йому здалися Кошице, Еперьеш і Фюлек.

## Кампанія 1683 року

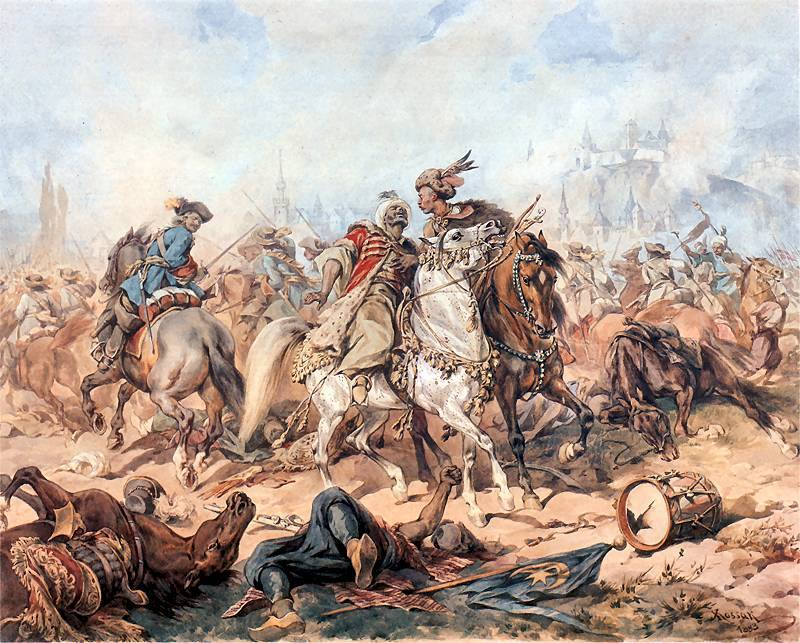
Ю.Коссак. Битва під Парканами

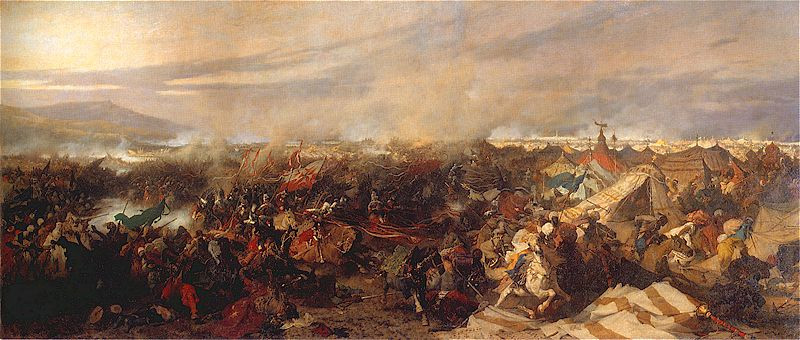
Ю.Брандт. Битва під Віднем

У наступному році Кара-Мустафа вирішив йти прямо на Відень: він перейшов Раабе (8 липня 1683), взяв штурмом Альтенбург, Генбург і Перштольсдорф і 14 липня став табором навколо Відня. Його війську в 200 тисяч Відень міг лише протиставити гарнізон силою в 10 тисяч чоловік під начальством графа Штаремберга. Вміння Штаремберга, мужність гарнізону та громадян міста відбили всі напади османів, але сили оборонців у вересні були виснажені. Кара-Мустафа, одначе, не давав наказу до штурму, бо не хотів віддавати місто на розграбування своєму війську, щоб зберегти багатства Відня для себе одного, розраховуючи на те, що місто здасться.
Імператор Священної Римської імперії Леопольд I тоді звернувся з проханням про допомогу до короля Речі Посполитої Яна III Собеського, що з 20 000 поляків приєднався до імперського війська під проводом Карла Лотаринзького. 12 вересня 1683 союзне військо почало атаку османського табору, розбило османське військо, захопило табір та знищило в бою 10 000 османів. Кара-Мустафа відступив, переслідуваний поляками і німцями, і на переправі через Дунай, під Парканами, був знову розбитий поляками і втратив 9200 осіб. Собеський після цього захопив Естергом і знову розбив візира, який втік у Белград, де був страчений за наказом султана.
Проти австрійців був відправлений тоді Ібрагім Шейтан, а проти поляків сераскир Сулейман-паша, але успіхи союзного війська продовжувалися. Польські та козацькі війська здійснили походи на Правобережну Україну та Молдову.

## Утворення Священної ліги
У 1684 р. Священна Римська імперія, Річ Посполита, Венеція та Мальта утворили Священну Лігу під покровительством папи. «З метою розпорошення сил ворога» війну планували вести на кількох фронтах: імператор — в Угорщині, король польський — в Україні, Венеція — на морі та у Далмації. У 1686 р. Австрія та Річ Посполита втягнули до ліги Московське царство ціною віддачі їй Києва. Московське царство мала нападом на Кримське ханство скувати сили татар.

## Кампанія 1684 року
Герцог Лотаринзький тим часом продовжував війну з османами: він взяв Вишеград (1684 р.), розбив османів, взяв Пешт, відбивши напад допоміжної османської армії, в той час як Леслі і Траутманнсдорф знищили головну османську армію у Веровіча в Хорватії. У цей час Людовик XIV, знаходячи невигідним для Франції надмірне ослаблення Османської імперії як природної союзниці проти Австрії, став стримувати надмірний запал Яна Собеського. Війська Речі Посполитої обложили захоплений османами у 1672 році Кам'янець-Подільський та вели бої на підступах до нього проти татар.

## Кампанія 1685 року

Похід Куницького 1683-84 років та (пунктиром) інші походи козаків проти Кримського ханства під час війни 1683—1699

В кампанію 1685 імператорська армія і венеційці одержали ще кілька перемог: вони хоча і повинні були припинити облогу Буди, але прогнали османів від Естергома, взяли Нейгейзель і вигнали Текеї з усіх його фортець. Венеційці вступили в Боснію та Албанію, а знаменитий Франческо Морозіні, герой Крітської війни, заволодів островом Санто Моро і Превезою на узбережжі Албанії, та підбурив до повстання войовничих горян. Король Ян Собеський ходив у похід на Молдавію, але невдало.

## Кампанія 1686 року та 1687 року

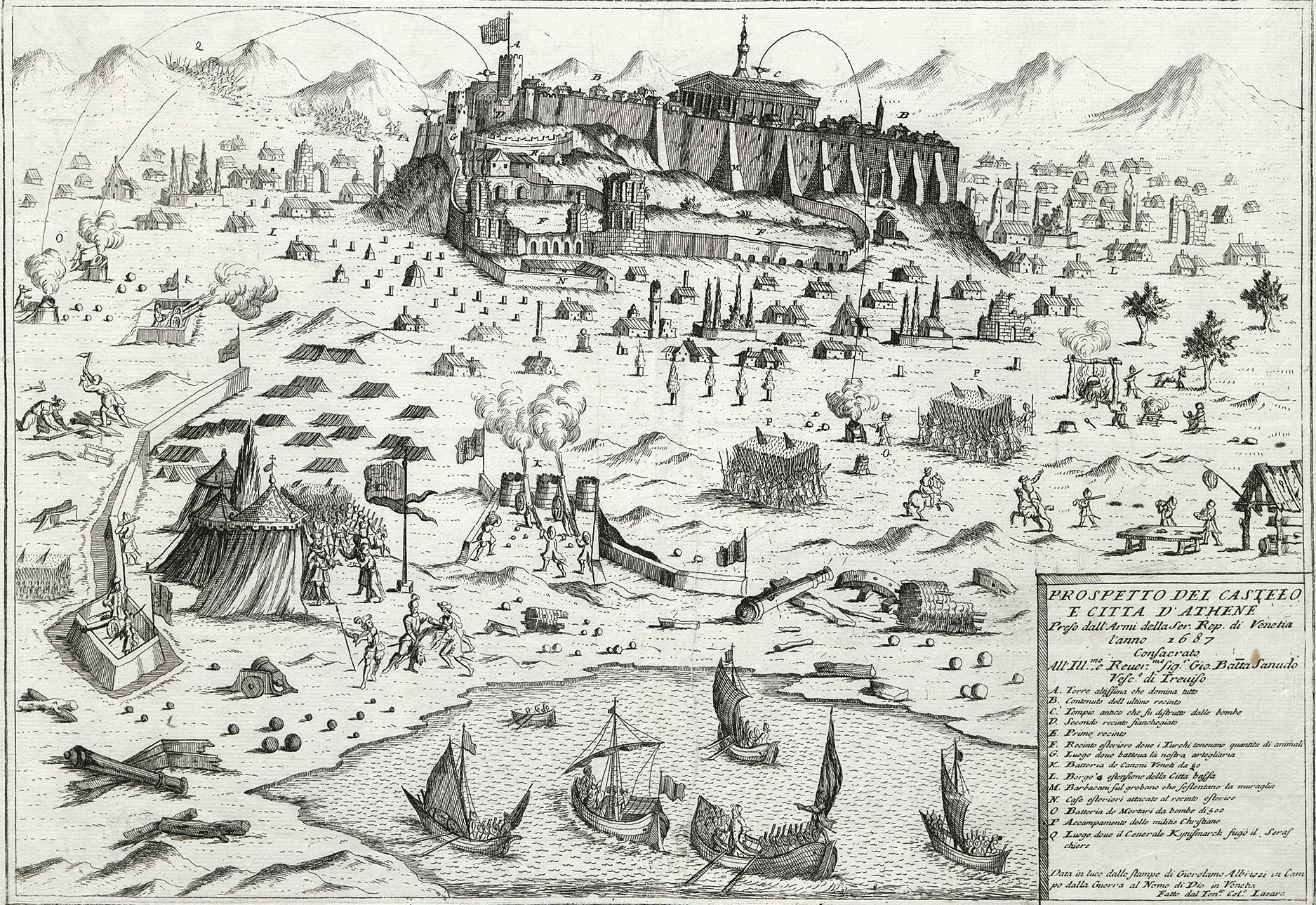
Облога Афін венеційцями у 1687

В Західній Угорщині в кампанію 1686 Карл Лотаринзький, підкріплений військами деяких німецьких князів, взяв штурмом Буду, а в наступному 1687 завдав рішучої поразки великому візиру Сулейману при Мохачі. Поляки стали загрожувати Молдавії, а австрійці вторглися у Волощину, Угорщину, Славонію та Хорватію. В цей рішучий момент османські вояки вбили великого візира, а трохи згодом Мехмеда IV було скинуто з престола та замінено на його брата Сулеймана III.
Австрійці взяли Ерлан і Ліппі; семигородський воєвода Апаффі визнав свою залежність від імператора, а угорський сейм, що зібрався в Пресбурзі (Братиславі), визнав угорський престол спадковою власністю Габсбургів. Але похід московських військ на Кримське ханство закінчився невдало, так само як і похід поляків у Молдавію.
Як стверджують дослідники, Ян III Собеський 10 серпня 1686 надіслав листа до Запоріжжя із закликом прислати частину війська йому в допомогу проти османів і татар. Запорожці вислали тоді загін у 2 700 осіб.
Венеційці тим часом так само діяльно вели війну з османами, як і австрійці: Морозіні у 1685, 1686 та 1687 послідовно забрав у османів усі міста Мореї (Пелопоннеса), зайняв Коринф і Афіни (при цьому венеційська бомба потрапила в Парфенон, який османи перетворили на пороховий склад, та сильно зруйнувала цей знаменитий давньогрецький храм). В цей час інший венеційський генерал зайняв Книн і підкорив Далмацію.

## Кампанія 1688 року
У 1688 році австрійці вели війну в Угорщині та Семигороді під начальством Караффа і взяли Штульвейссенбург та Петервардейн, а під проводом курфюрста Емануїла Баварського напали на Сербію та взяли штурмом Белград. Австрійці рушили тоді в глиб Сербії під проводом маркграфа Людвіга Баденського, розбили сераскира Реджіб-пашу під Бетуджіном, потім 20 тисяч австрійського війська завдали поразку 60-тисячній османській армії під Нішем. Поляки продовжували блокаду Кам'янця та зазнали серйозної невдачі під Новоселкою.

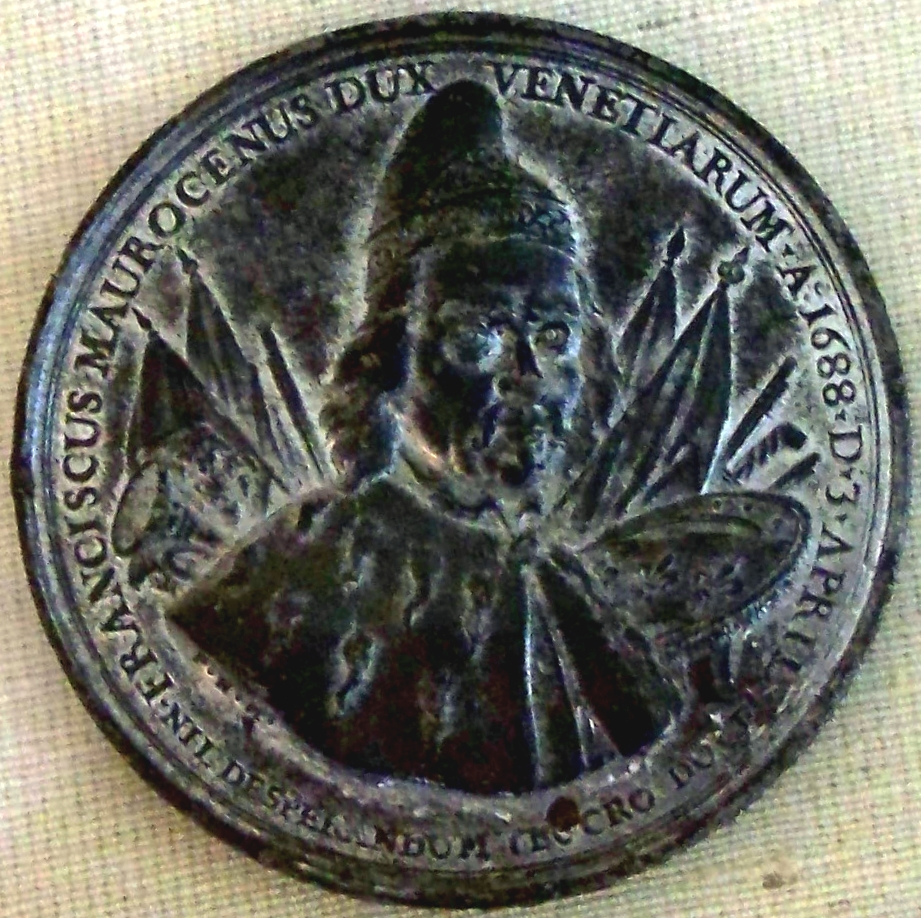
Венеційська медаль, відбита у 1688 році на честь обрання Морозіні дожем Венеції

## Кампанія 1689 року
У 1689 році австрійці взяли Ніш та Відін. Усюди спалахували повстання християн проти гнобителів-османів. У цей критичний момент великим візиром султан призначив Мустафу Кепрюлю, що на деякий час затримав переможне просування австрійців. Невдачею закінчився і другий похід московських військ на Кримське ханство.

## Кампанія 1690 року
У 1690 році Кепрюлю розбив австрійського генерала Секендорфа (серпень 1690 р.), відбив у австрійців Ніш, Відін, Семендрію, Белград і змусив австрійську армію відступити за Саву, а Текеї, також розбивши австрійців, проголосив себе князем Семигорода. Також греки Мореі повстали проти венеційців.

## Кампанія 1691 року
У наступному 1691 році Мустафа Кепрюлю рушив назустріч маркграфу Баденскому, що йшов з військом від Петервардейна, але в битві при Сланкемені був убитий кулею, його військо було розбите і втекло, залишивши на полі битви 28 тисяч вбитих. Почалися мирні переговори, але через великі вимоги переможниць, Австрії, Речі Посполитої (незважаючи на невдачу походу Собеського в Молдавське князівство) та Венеції, і внаслідок інтриг Франції, яка вела в цей час війну з Австрією та іншими німецькими державами, укласти мирну угоду не вдалося.

## Пауза 1692—1693 років
Війна з боку Османської імперії перетворилася на оборонну, чому були раді австрійці, які змушені були відправити Людвіга Баденского і найкращі війська на Рейн проти французів, внаслідок чого протягом 1692—1693 років нічого серйозного не сталося.

## Кампанія 1694 року
у 1694 р. венеційці знову почали воєнні дії, захопили Хіос, який скоро знову втратили, і відбили османів, які вторглися було в Морею. 6 жовтня 1694 року під Устечком на Поділлі поляки під проводом гетьмана Яблоновського перемогли татар та захопили великий обоз із припасами (півтори тисячі возів), що прямував до обложеного Кам'янця.

## Кампанія 1695 року

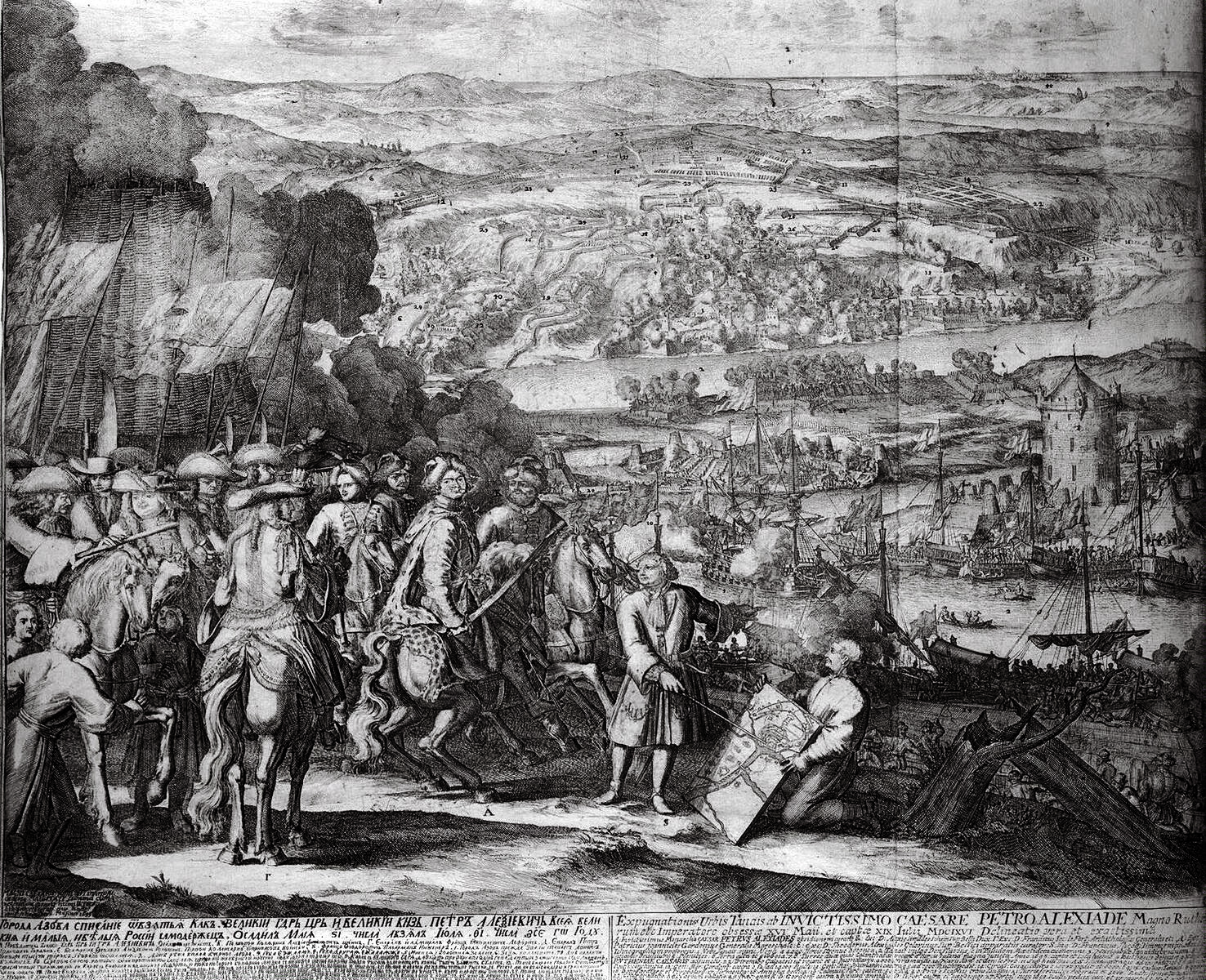
Взяття Азова військом Петра I

Ще раз щастя усміхнулося османам зі вступом на престол нового войовничого султана Мустафи II (1695). Війна з Францією не давала Габсбургам можливості організувати широкі наступальні операції на Балканах. У 1695 і 1696 війська султана перемогли у ряді битв з австрійськими військами. У битві при Лугожі (1695) загинув генерал Ветерані. Великі втрати імператорські війська понесли в битві за Темешвар, в якій був убитий генерал Хайсслер.
Поки сам султан вдало воював в Угорщині, московський цар Петро I був відбитий від Азова (1695), венеційці були розбиті на морі капудан-пашею Гуссейном. Татарська орда вчинила великий набіг на Галичину, але під Львовом її відбив гетьман Яблоновський.

## Кампанія 1696 року та 1697 року
Вже в наступному році Азов був узятий московськими військами, а сам султан був розбитий наголову (1697) принцом Євгеном Савойським під Зентою під час переправи через ріку Тису. 20 тисяч османів було вбито, крім того 10 тисяч потонуло в Тисі. Ця блискуча перемога дала можливість австрійцям вторгнутися в Сербію і Боснію і підняти там повстання серед християн.

## Закінчення війни

Територіальні зміни за Карловицькою мирною угодою

У 1698 сталася остання битва у війнах Речі Посполитої з османами та татарами. Під Підгайцями 8-9 вересня 1698 польсько-саксонська армія під проводом польного гетьмана коронного Фелікса Потоцького перемогла татарську орду, але татарський набіг зумів зірвати запланований похід Августа ІІ проти османів до Молдовського князівства.
Новий великий візир з династії Кепрюлю врятував Османську імперію від остаточного приниження: він набрав нове військо, прогнав австрійців за Саву, а потім вступив в переговори з супротивниками. Перемир'я в Карловицях (1699) на 25 років дало Австрії Семигород, Угорщину без Темешвара і Баната, Славонію й Сірмію, Речі Посполитій — Україну і Поділля, Московському царству — Азов, Венеції — частину Далмації між Керки та Нарентою, всю Морею, острови Егіну і Санта-Моро. Цей мирний договір, віднявши у Османській імперії найкращі завоювання Сулеймана II Великого, був початком загибелі Османської імперії: з цього часу вона починає втрачати одну провінцію за іншою на півночі, з невеликим успіхом на півдні своїх європейських володінь.